# Барра (мікрорегіон)
Барра (порт. Microrregião de Barra) — мікрорегіон в Бразилії, входить в штат Баїя. Складова частина мезорегіону Валі-Сан-Франсіскану-да-Баїя. Населення становить 168 180 чоловік на 2005 рік. Займає площу 32 155,675 км². Густота населення — 5,2 чол./км².

## Склад мікрорегіону
До складу мікрорегіону включені наступні муніципалітети:
1. Барра
2. Бурітірама
3. Іботірама
4. Ітагуасу-да-Баїя
5. Морпара
6. Мукен-ді-Сан-Франсіску
7. Шікі-Шікі

| Бразилія | Це незавершена стаття з географії Бразилії. Ви можете допомогти проєкту, виправивши або дописавши її. |